# スリップ・オン・スルー
スリップ・オン・スルー（Slip On Through）は、アメリカのロックバンド、The Beach Boysのデニス・ウィルソンによって書かれた楽曲。1970年のアルバム『Sunflower』の1曲目である。 
Bサイドの「This Whole World」とともにシングルとしてもリリースされたが、アメリカやイギリスでチャート化されることはなかった。 

## 概要
曲の元のバージョンは廃棄され、「Slip On Through」の別のバージョンに置き換えられた。
曲の元のバージョンは、ゴールドスター・スタジオ・ハリウッドで、置き換えられた曲はブライアン・ウィルソンのホーム・スタジオで録音された。 

### クレジット

#### ビーチボーイズ
- リードボーカル、ギター：デニス・ウィルソン[2]
- ボーカル：アル・ジャーディン、マイク・ラブ、カール・ウィルソン、ブルース・ジョンストン、ブライアン・ウィルソン

#### その他のミュージシャンと制作スタッフ
- ドラム：デニス・ドラゴン[2]
- ギター：ジャック・コンラッド[3]
- エンジニア：スティーブン・デスパー

## 参照資料
1. ↑  Hoisington. “Recording 'Sunflower'”. 2014年8月10日時点のオリジナルよりアーカイブ。2021年8月8日閲覧。
2. 1 2  http://smileysmile.net/board/index.php?topic=22916.0
3. ↑  http://smileysmile.net/board/index.php/topic,22916.msg543895.html#msg543895